# Capitão Leônidas Marques
Capitão Leônidas Marques is een gemeente in de Braziliaanse deelstaat Paraná. De gemeente telt 13.870 inwoners (schatting 2009).

## Aangrenzende gemeenten
De gemeente grenst aan Boa Vista da Aparecida, Capanema, Céu Azul, Lindoeste, Nova Prata do Iguaçu, Realeza en Santa Lúcia.